# ボルティエーレ
ボルティエーレ（伊: Boltiere  ( 音声ファイル)）は、イタリア共和国ロンバルディア州ベルガモ県にある、人口約6,200人の基礎自治体（コムーネ）。

## 地理

### 位置・広がり
ベルガモ県南西部のコムーネ。県都ベルガモから南西へ13km、州都ミラノから東北東へ34kmの距離にある。

#### 隣接コムーネ
隣接するコムーネは以下の通り。
- ブレンバーテ
- チゼラーノ
- オージオ・ソット
- ポンティローロ・ヌオーヴォ
- ヴェルデッリーノ

### 地震分類
イタリアの地震リスク階級 (it) では、3 に分類される
。

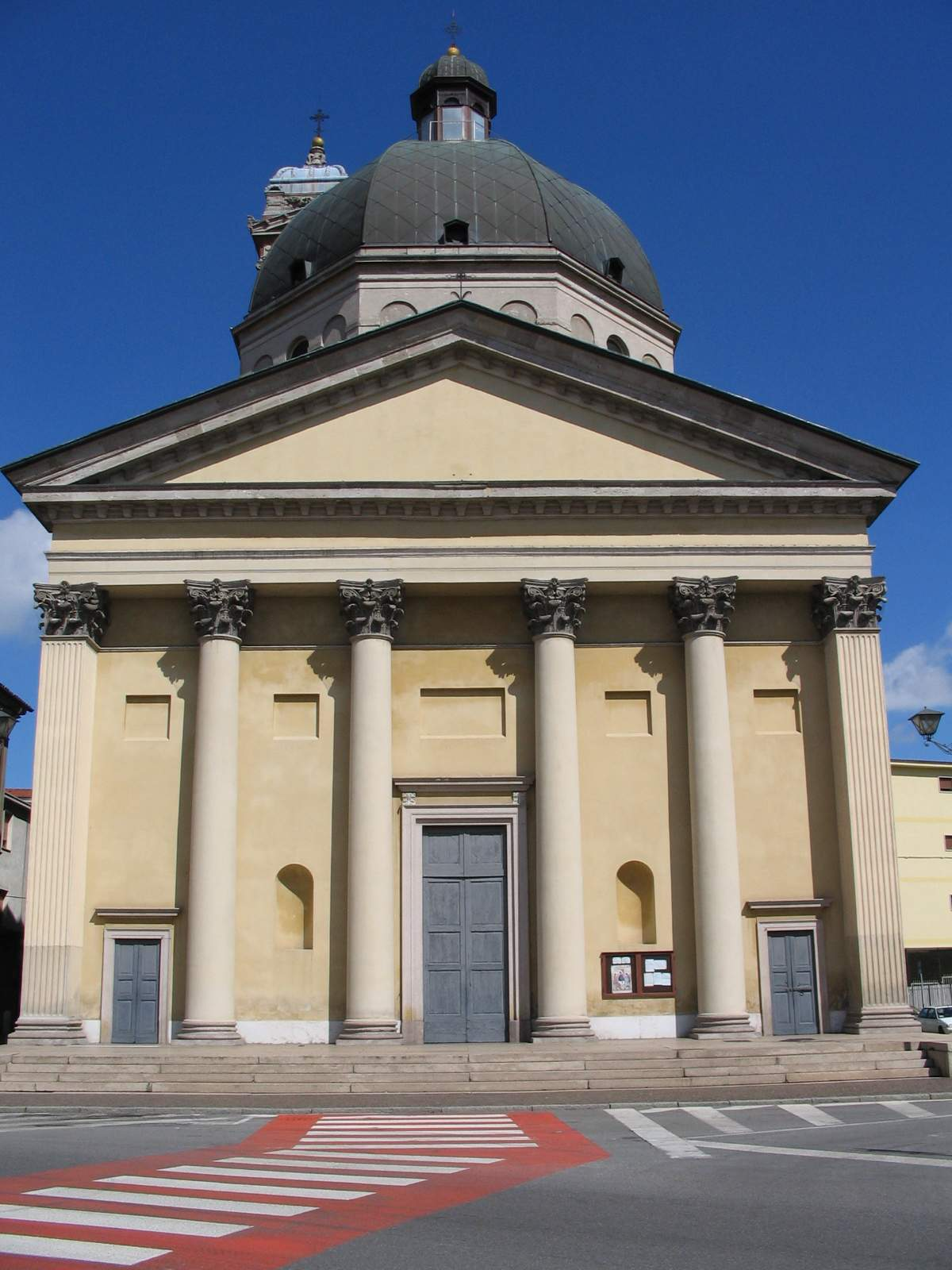
Parrocchiale